# Star Wars: Hunters
Star Wars: Hunters est un jeu vidéo de combat en arène développé par Zynga pour Nintendo Switch, iOS et Android, sorti en 2024. Le jeu se déroule après la chute de l'Empire galactique et présente un nouvel ensemble de personnages, dont des chasseurs de primes, des héros de la rébellion et des stormtroopers impériaux.

## Système de jeu
Le jeu connecte les joueurs, en temps réel, pour combattre dans des décors inspirés des lieux de Star Wars. Selon le site officiel de Nintendo, le jeu est basé sur le travail d'équipe, rapide et visuellement époustouflant. Il met en scène divers personnages, dont un guerrier Wookiee, une utilisatrice de la force du côté obscur, un chasseur de primes et un stormtrooper impérial.

## Développement
Le 18 août 2018, Zynga et Disney ont conclu un accord pour un jeu Star Wars sur mobile qui sera développé par Zynga et sa filiale NaturalMotion. Il a été officiellement annoncé lors de la présentation Nintendo Direct du 17 février 2021 avec une bande-annonce teaser.